# جون هنري فيشر
جون هنري فيشر هو سياسي كندي، ولد في 3 أبريل 1855، وتوفي في 1 ديسمبر 1933 في أوتاوا في كندا. حزبياً، نشط في حزب أونتاريو المحافظ التقدمي. وقد انتخب عضو برلمان مقاطعة أونتاريو وانتخب عضو مجلس العموم الكندي.